# Теоремы Силова
В теории групп теоремы Си́лова представляют собой неполный вариант обратной теоремы к теореме Лагранжа и для некоторых делителей порядка группы G гарантируют существование подгрупп такого порядка. Теоремы доказаны норвежским математиком Петером-Людвигом Силовом в 1872 г.

## Определения
Пусть {\displaystyle G} — конечная группа, а {\displaystyle p} — простое число, которое делит порядок {\displaystyle G}. 
Подгруппы порядка {\displaystyle p^{t}} называются {\displaystyle p}-подгруппами.
Выделим из порядка группы {\displaystyle G} максимальную степень {\displaystyle p},
то есть {\displaystyle |G|=p^{n}s}, где {\displaystyle s} не делится на {\displaystyle p}.
Тогда силовской {\displaystyle p}-подгруппой называется подгруппа {\displaystyle G}, имеющая порядок {\displaystyle p^{n}}.

## Теоремы
Пусть {\displaystyle G} — конечная группа. Тогда:
1. Силовская {\displaystyle p}-подгруппа существует.
2. Всякая {\displaystyle p}-подгруппа содержится в некоторой силовской {\displaystyle p}-подгруппе. Все силовские {\displaystyle p}-подгруппы сопряжены (то есть каждая представляется в виде {\displaystyle gPg^{-1}}, где {\displaystyle g} — элемент группы, а {\displaystyle P} — силовская подгруппа из теоремы 1).
3. Количество силовских {\displaystyle p}-подгрупп {\displaystyle N_{p}} сравнимо с единицей по модулю {\displaystyle p} ({\displaystyle N_{p}\equiv 1\;{\rm {mod\,}}p}) и делит  {\displaystyle s}, где {\displaystyle |G|=p^{k}s} и {\displaystyle (p,s)=1}.

### Следствие
Если все делители {\displaystyle |G|}, кроме 1, после деления на {\displaystyle p} дают остаток, отличный от единицы, то в {\displaystyle G} есть единственная силовская {\displaystyle p}-подгруппа и она является нормальной (и даже характеристической).
Например: Докажем, что группа порядка 350 не может быть простой. {\displaystyle 350=2\cdot 5^{2}\cdot 7}, значит, силовская 5-подгруппа имеет порядок 25.
{\displaystyle N_{5}} должно делить 14 и сравнимо с 1 по модулю 5.
Этим условиям удовлетворяет только единица.
Значит, в {\displaystyle G} одна силовская 5-подгруппа, а значит, она нормальна, и поэтому {\displaystyle G} не может быть простой.

## Доказательства
Пусть {\displaystyle p^{n}} — примарный по {\displaystyle p} делитель порядка {\displaystyle G}.
1. Докажем теорему индукцией по порядку {\displaystyle G}. При {\displaystyle |G|=p} теорема верна. Пусть теперь {\displaystyle |G|>p}.
Пусть {\displaystyle Z(G)} — центр группы {\displaystyle G}.
Возможны два случая:
а) {\displaystyle p} делит {\displaystyle |Z|}. Тогда в центре существует циклическая группа {\displaystyle \langle a\rangle _{p^{k}}} (как элемент примарного разложения центра), которая нормальна в {\displaystyle G}. Факторгруппа {\displaystyle G} по этой циклической группе имеет меньший порядок, чем {\displaystyle G}, значит, по предположению индукции, в ней существует силовская {\displaystyle p}-подгруппа. Рассмотрим её прообраз в {\displaystyle G}. Он и будет нужной нам силовской {\displaystyle p}-подгруппой {\displaystyle G}.
б) {\displaystyle p} не делит {\displaystyle |Z|}. Тогда рассмотрим разбиение {\displaystyle G} на классы сопряжённости: {\displaystyle |G|=|Z|+\sum |K_{a}|} (поскольку если элемент лежит в центре, то его класс сопряжённости состоит из него одного). Порядок {\displaystyle G} делится на {\displaystyle p}, значит, должен найтись класс {\displaystyle K_{a}}, порядок которого не делится на {\displaystyle p}. Соответствующий ему централизатор {\displaystyle Z_{G}(a)} имеет порядок {\displaystyle p^{n}r}, {\displaystyle r<s}. Значит, по предположению индукции, в нём найдётся силовская {\displaystyle p}-подгруппа — она и будет искомой.
2. Пусть {\displaystyle H} — произвольная {\displaystyle p}-подгруппа {\displaystyle G}. Рассмотрим её действие на множестве левых классов смежности {\displaystyle G/P} левыми сдвигами, где {\displaystyle P} — силовская {\displaystyle p}-подгруппа. Число элементов любой нетривиальной орбиты должно делиться на {\displaystyle p}. Но {\displaystyle |G/P|} не делится на {\displaystyle p}, значит, у действия есть неподвижная точка {\displaystyle gP}. Получаем {\displaystyle \forall h\in H\quad hga=ga',\quad a,a'\in P}, а значит, {\displaystyle h=ga'a^{-1}g^{-1}\in gPg^{-1}}, то есть {\displaystyle H} лежит целиком в некоторой силовской {\displaystyle p}-подгруппе.
Если при этом {\displaystyle H} — силовская {\displaystyle p}-подгруппа, то она сопряжена с {\displaystyle P}.
3. Количество силовских p-подгрупп есть [G:NG(P)], значит, оно делит |G|. По теореме 2, множество всех силовских p-подгрупп есть X = {gPg-1}. Рассмотрим действие P на X сопряжениями. Пусть при этом действии H из X — неподвижная точка. Тогда P и H принадлежат нормализатору подгруппы H и при этом сопряжены в NG(H) как его силовские p-подгруппы. Но H нормальна в своём нормализаторе, значит, H = P и единственная неподвижная точка действия — это P. Поскольку порядки всех нетривиальных орбит кратны p, получаем {\displaystyle N_{p}\equiv 1{\pmod {p}}}.

## Нахождение силовской подгруппы
Проблема нахождения силовской подгруппы данной группы является важной задачей вычислительной теории групп. Для групп перестановок Уильям Кантор доказал, что силовская p-подгруппа может быть найдена за время, полиномиальное от размера задачи (в данном случае это порядок группы, помноженный на количество порождающих элементов).